# Sergio Hernández (artista)
Sergio Hernández (Huajuapan de León, Oaxaca; 1957) es un artista plástico mexicano.

## Biografía
Sergio Hernández nació en 1957 en la población de Santa María Xochixtlapilco, ubicada cerca de Huajuapan de León, en la Sierra Mixteca. Realizó sus estudios en la Escuela Nacional de Artes Plásticas (1973–1974) y en la Escuela Nacional de Pintura, Escultura y Grabado “La Esmeralda” (1975–1981) de la Ciudad de México. Posteriormente, hacia 1987 se trasladó a Europa en donde se inició en la gráfica dentro del taller parisino de Peter Bramsen. Desde entonces su producción artística ha sido muy variada y completa ya que ha incursionado en distintas áreas de la plástica como el grabado, la escultura, la cerámica y, por supuesto, la pintura y el dibujo, convirtiéndose en uno de los artistas más destacados de México en la actualidad.
Su obra figura dentro de las colecciones permanentes de museos como el de Arte Moderno de la Ciudad de México, el Museo de Monterrey, el Instituto de Artes Gráficas de Oaxaca, el Museo de Arte Contemporáneo de Aguascalienes, el San Antonio Museum of Art y el Museum Würth Künzelau de Alemania, entre otros. Desde los años ochenta, Sergio Hernández cuenta con una gran cantidad de exposiciones individuales, tanto nacionales como internacionales.

## Estudios
- 1975 – 1980 Escuela Nacional de Pintura, Escultura y Grabado “La Esmeralda”, Instituto Nacional de Bellas Artes, Ciudad de México.
- 1973 – 1975 Escuela Nacional de Artes Plásticas, Academia de San Carlos, Universidad Nacional Autónoma de México, Ciudad de México.

## Distinciones y premios
- 2014. Premio internacional René Portocarrero, Otorgado por la unión de escritores y artistas de Cuba, La Habana, Cuba.
- 2006. Cruz de Oficial de la Orden de Isabel la Católica, Embajada de España en México, Ciudad de México.
- 1994 – 1997. Beca, Creador Artístico del Sistema Nacional de Creadores de Arte, Fondo Nacional para la Cultura y las Artes, Ciudad de México.
- 1989. Beca del Consejo Nacional para la Cultura y las Artes, Ciudad de México, México.
- 1983. Premio de Adquisición, Salón de Dibujo, Palacio de Bellas Artes, Instituto Nacional de Bellas Artes, Ciudad de México.
- 1982. Mención Honorífica, III Bienal Iberoamericana, Museo de Arte Carrillo Gil, Instituto Nacional de Bellas Artes, Ciudad de México.
- 1982. Premio de Adquisición, Salón de dibujo, Palacio de Bellas Artes, Instituto Nacional de Bellas Artes, Ciudad de México.
- 1981. Segundo Lugar, Concurso Nacional de Pintura Sahagún, Galería del Auditorio Nacional, Instituto Nacional de Bellas Artes, Ciudad de México.
- 1980. Primer lugar, XV Concurso Nacional de Pintura para Estudiantes de Artes Plásticas, Instituto Nacional de Bellas Artes, Aguascalientes, Aguascalientes, México.
- 1978. Premio de Adquisición, XIII Concurso Nacional de Pintura para Estudiantes de Artes Plásticas, Instituto Nacional de Bellas Artes, Aguascalientes, Aguascalientes, México.
- 1978. Premio de Adquisición, Primera Bienal de Jóvenes, San Miguel de Allende, Guanajuato, Guanajuato, México.

## Exposiciones Individuales (Selección)
- 2017 Sergio Hernández, El inventor de Mapas, Centro Cultural Santo Domingo, Oaxaca, México.
- 2017 Sergio Hernández, Último Tule, Centro Cultural Tijuana., CECUT, Tijuana, Baja California, México.
- 2017 Pasión Naturante, Casa Lamm Centro de Cultura. Ciudad de México.
- 2017 Sergio Hernández, El Inventor De Mapas, Nuevos Códices Mixtecos, Hospital de la Santa Caridad, Sevilla, España.
- 2016 HERNANDEZ’ TRE PASSIONI, Labirinto della Masone, Parma, Italia.
- 2016 Sergio Hernández, De Sangre y de Plomo, MAMBO, Museo de Arte Moderno Bogotá, Bogotá, Colombia.
- 2016 A Ferro e Fuoco, Sergio Hernández, Palazzo delle Esposizioni, Roma, Italia.
- 2016 Maestro de la Imaginación Gráfica: Sergio Hernández, Museo del Pueblo de Guanajuato, Guanajuato , México.
- 2016 Códice de Yanhuitlán, Museo del Exconvento de Santo Domingo Yanhuitlán , Oaxaca, México.
- 2015 Blanco de Plomo, Centro de las Artes de San Agustín Etla, Oaxaca, México.
- 2015 Los Ardientes, Sergio Hernández, XII Bienal de La Habana, Museo Nacional de Bellas Artes, La Habana, Cuba.
- 2015 Obra Sobre Papel, Retrospectiva Gráfica, Museo de Arte Contemporáneo No.8, Aguascalientes, México.
- 2014 Plomos / Bronces, Galería de Arte del Complejo Cultural de la Benemérita Universidad Autónoma de Puebla, BUAP, Puebla, Puebla, México.
- 2014 Popol Vuh ( carpeta de grabados y dibujos), Instituto de Artes Gráficas de Oaxaca, IAGO, Oaxaca, México

2012 -2016 Oaxaca de Juárez, Oaxaca. Exposición itinerante en colaboración de la Secretaria de Relaciones Exteriores SRE y la Agencia Mexicana de Cooperación Internacional para el Desarrollo AMEXCID
- 2012 Espacio de Creación Contemporánea, ECCO. Cádiz, España.
- 2013 Instituto Cultural de México, París, Francia.
- 2013 Espacio Cultural de la Embajada de México en Alemania, Berlín, Alemania.
- 2013 Biblioteca Nacional de Rumania, Bucarest, Rumania.
- 2015 Antiguo convento de “Grauwzusters” Biblioteca de la Universidad de Amberes, Amberes, Bélgica,
- 2015 Embajada de México en Bruselas, Bruselas, Bélgica.
- 2015 Galería de la Oficina de la Organización de las Naciones Unidas en Ginebra, UNOG, Suiza,
- 2015 Galería Pulchri de La Haya, Países Bajos.
- 2016 Galería de la Fundación Manuel Antonio Mota de la ciudad de Porto, Portugal.
- 2012 Popol Vuh, Cuaderno Perdido,

1. Universidad Tecnológica de la Mixteca, Huajuapan de León, Oaxaca, México
2. Casa de la Cultura, “Antonio Martínez Corro”, Huajuapan de León, Oaxaca, México.
3. Consulado general de México en New York, “Galería Octavio Paz” New York, Estados Unidos.

- 2012-2014 Funámbulo de la noche.

Exposición itinerante en colaboración de la Secretaria de Relaciones Exteriores SRE / The Mexican Cultural Institute of San Antonio, Texas y la Agencia Mexicana de Cooperación Internacional para el Desarrollo AMEXCID.
- Instituto de Artes Gráficas de Oaxaca, Oaxaca, México
- Centro Cultural Casa Lamm, Ciudad de México, México
- Instituto Cultural de México, San Antonio, Texas, Estados Unidos.
- Arts Center de la Universidad de Texas, en Brownsville, San Antonio, Texas, Estados Unidos.
- Galería del Consulado de México en Mc Allen, Estados Unidos.
- Galería del Consulado de México en Las Vegas, Estados Unidos.
- Galería Bellas Artes de San Luis, Misuri, Kansas. Estados Unidos.
- Regis Center for Art, University of Minnesota en Saint Paul, Minnesota, Estados Unidos.

- 2013 13 bronces, Sergio Hernández Atrio de la Parroquia de San Matías Jalatlaco. Oaxaca de Juárez, Oaxaca, México.

- 2008-2009 Tzompantli (Instalación)

Musée du quai Branly, en colaboración con la Secretaría de Relaciones Exteriores, Paris, Francia. Galería del palacio Municipal, Instituto Municipal de Arte y Cultura de Puebla, México.
- 2007 Sergio Hernández visita el Atrio de San Francisco Atrio de la Iglesia de San Francisco, Espacio Escultórico, Museo Soumaya y Fundación del

Centro Histórico A. C. Ciudad de México.
- 2007 Risas y lágrimas, Algunas historias de circo, Museo del Pueblo de Guanajuato, XXXV Edición Festival Internacional Cervantino, Guanajuato, México.
- 2007 Cura de viento, Centro Cultural Estación Indianilla, Ciudad de México. México.
- 2007 Sueños y mentiras

1. Instituto de Artes Gráficas de Oaxaca, Oaxaca, México.
2. Universidad Tecnológica de la Mixteca, Huajuapan de León, Oaxaca, México.

- 2006 Entomología, Centro Cultural Casa Lamm, Ciudad de México.
- 2006 El nacimiento de la euforia, Galería Sur, Universidad Autónoma Metropolitana, Unidad Xochimilco, Ciudad de México.
- 2006 Sergio Hernández, Obra Reciente. Pintura y Escultura Museo José Luís Cuevas, Ciudad de México. México
- 2005 Estampas de Sergio Hernández,

1. Instituto de Artes Gráficas de Oaxaca, Oaxaca, México.
2. Centro Cultural Casa Lamm, Ciudad de México.México.

- 2004 Sergio Hernández. Grabado y escultura, Galería de Arte Mexicano, Ciudad de México.
- 2002 El mundo azul de Moby Dick la Ballena blanca,

1. Instituto Cultural Mexicano, San Antonio, Texas, Estados Unidos.
2. Espace Pierre Cardin, París, Francia.

- 2001 Tatuajes. Carpeta de grabados

Centro Cultural Casa Lamm, Ciudad de México, México, 2001.
- 2000 Sergio Hernández. Retrospectiva (obra 1982-1999),

1. Museo de Arte Moderno, Ciudad de México
2. Museo de Arte Contemporáneo Internacional Rufino Tamayo, Ciudad de México.

- 2000 Sergio Hernández, Archivo General de la Nación, Ciudad de México.
- 1999 Sergio Hernández. Obra reciente, Associated American Artists, Nueva York, Nueva York, Estados Unidos.
- 1999 Sergio Hernández. Frescos, Galería de Arte Mexicano, Ciudad de México
- 1999Sergio Hernández. Exvotos Mexicanos, Arcos Itatti Galería de Arte, Ciudad de México.
- 1998 El Circo, Museo de Arte Contemporáneo de Oaxaca, Oaxaca, México, 1998.
- 1998 Sergio Hernández. Werke 1982-1998, Kunstverein Braunschweig, Braunschweig, Alemania.
- 1993 Día de muertos, Festival de Tepoztlán, Tepoztlán, Morelos, México.
- 1991 Sergio Hernández, Oaxaca, Centro Cultural Plaza Fátima, San Pedro Garza García, Nuevo León, México.
- 1990 Cerámica, Galería Arte Contemporáneo, Ciudad de México.
- 1988 Seis Dípticos, Galería de Arte Contemporáneo, Ciudad de México.
- 1987 La paleta moderna, Centro Cultural de México, París, Francia.
- 1987 La Fiesta Negra, Galería de Arte Contemporáneo Ciudad de México.
- 19871986 Blanco y Negro, Casa de la Cultura, Huajuapan de León, Oaxaca, México.
- 1987- 1985 La Fiesta, Galería OMR, Ciudad de México.
- 1985 Pintura, Museo de Santander, Nuevo Laredo, Texas, Estados Unidos.
- 1984 Sergio Hernández, Museo de Arte Carrillo Gil, Instituto Nacional de Bellas Artes, Ciudad de México.
- 1984 Sergio Hernández, Centro Cultural Mexicano, San Antonio, Texas, Estados Unidos.
- 1981 Sergio Hernández, Galería del Auditorio Nacional, Beca de Producción de la Escuela Nacional de Pintura, Escultura y Grabado “La Esmeralda”, Ciudad de México.
- 1980 Sergio Hernández, Galería Chapultepec, Instituto Nacional de Bellas Artes, Ciudad de México, México.
- 1980 Sergio Hernández

Galería de la Secretaría de Hacienda y Crédito Público, Ciudad de México.
- 1980 Sergio Hernández

Galería Casa del Lago, Universidad Nacional Autónoma de México, Ciudad de México.

## Obra en Museos
- Colección Permanente, Museo de Arte Moderno, Instituto Nacional de Bellas Artes,Ciudad de México, México.
- Colección Fundación Cultural Televisa / Casa Lamm, Ciudad de México, México.
- Colección Permanente, Museo de Monterrey, Monterrey, Nuevo León, México.
- Colección Permanente, Instituto de Artes Gráficas de Oaxaca, Oaxaca, México.
- Colección Permanente, Museo de Arte Contemporáneo de Oaxaca, Oaxaca, México.
- Colección Permanente, Museo de Arte Contemporáneo de Aguascalientes, Aguascalientes, México.
- Colección Permanente, Museum Würth, Künzelsau, Alemania.
- Colección Pago en Especie, Museo de la SHCP Antiguo Palacio del Arzobispado, Ciudad de México, México.
- Colección Permanente, Museo Soumaya, Ciudad de México, México.
- Colección Permanente, San Antonio Museum of Art, San Antonio, Texas, Estados Unidos.
- Colección Patrimonio nacional del Estado español
- Colección Fundación Alfredo Harp Helú.
- Colección Fundación Vergel.
- Colección Museo de Filatelia de Oaxaca MUFI.
- Colección Permanente Labirinto delle Masone, Franco Maria Ricci.
- Colección Permanente Embajada de México en Italia.